# سيليجري
سيليغوري هي مدينة من مدن الهند تقع في محافظة دارجيلنغ. يبلغ عدد سكانها 705,579 نسمة وذلك حسب إحصائيات سنة 2011. تبلغ مساحتها 260 كم². وتقع على ضفاف نهر الماهانندا وجبال الهملايا.

## المناخ
يظهر الجدول التالي التغييرات المناخية على مدار السنة لسيليجري:
| البيانات المناخية لـسيليجري       | البيانات المناخية لـسيليجري | البيانات المناخية لـسيليجري | البيانات المناخية لـسيليجري | البيانات المناخية لـسيليجري | البيانات المناخية لـسيليجري | البيانات المناخية لـسيليجري | البيانات المناخية لـسيليجري | البيانات المناخية لـسيليجري | البيانات المناخية لـسيليجري | البيانات المناخية لـسيليجري | البيانات المناخية لـسيليجري | البيانات المناخية لـسيليجري | البيانات المناخية لـسيليجري |
| الشهر                             | يناير                       | فبراير                      | مارس                        | أبريل                       | مايو                        | يونيو                       | يوليو                       | أغسطس                       | سبتمبر                      | أكتوبر                      | نوفمبر                      | ديسمبر                      | المعدل السنوي               |
| --------------------------------- | --------------------------- | --------------------------- | --------------------------- | --------------------------- | --------------------------- | --------------------------- | --------------------------- | --------------------------- | --------------------------- | --------------------------- | --------------------------- | --------------------------- | --------------------------- |
| متوسط درجة الحرارة الكبرى °م (°ف) | 23 (73)                     | 25 (77)                     | 28 (82)                     | 31 (88)                     | 33 (91)                     | 35 (95)                     | 34 (93)                     | 31 (88)                     | 28 (82)                     | 26 (79)                     | 24 (75)                     | 23 (73)                     | 28 (82)                     |
| متوسط درجة الحرارة الصغرى °م (°ف) | 3 (37)                      | 10 (50)                     | 12 (54)                     | 21 (70)                     | 24 (75)                     | 25 (77)                     | 26 (79)                     | 25 (77)                     | 23 (73)                     | 16 (61)                     | 10 (50)                     | 4 (39)                      | 17 (63)                     |
| الهطول مم (إنش)                   | 8 (0.3)                     | 18 (0.7)                    | 33 (1.3)                    | 94 (3.7)                    | 300 (11.8)                  | 658 (25.9)                  | 818 (32.2)                  | 643 (25.3)                  | 538 (21.2)                  | 142 (5.6)                   | 13 (0.5)                    | 5 (0.2)                     | 3٬270 (128.7)               |
| المصدر: Weather Atlas             |                             |                             |                             |                             |                             |                             |                             |                             |                             |                             |                             |                             |                             |

## أعلام
- أنكيتا داس
- تشارو مازومدار